# Dureza IRHD
A IRHD (International Rubber Hardness Degrees) foi desenvolvida na Europa como uma alternativa para o ensaio Shore e fornece quatro métodos para a obtenção da dureza de borrachas vulcanizadas e termoplásticos e quatro métodos para a medição da dureza aparente de superfícies curvas.
Os ensaios consistem na medição da diferença entre a profundidade da penetração causada por um penetrador esférico na superfície com aplicação de uma pequena carga, seguida pela aplicação de uma força de grande magnitude.
Este ensaio é normatizado pela ISO 48 (Rubber, vulcanized or thermoplastic - Determination of hardness) e pela BS 903-A26:1995 (Physical testing of rubber).